# سانیا پوپوویچ
سانیا پوپوویچ (انگلیسی: Sanja Popović؛ زادهٔ ۳۱ مهٔ ۱۹۸۴) یک بازیکن والیبال اهل کرواسی عضو تیم ملی والیبال زنان کرواسی است.